# Jürgen Graetz
Jürgen Graetz (* 1943 in Neuglobsow) ist ein deutscher Fotograf; seine Schaffensschwerpunkte sind Sozialdokumentarische Fotografie, Reportage sowie Alltagsfotografie in der DDR.

## Werdegang
Jürgen Graetz wurde 1943 in Neuglobsow geboren. Nach der Ausbildung zum Gebrauchswerber war er als technischer Assistent und Fotograf im Museum für Ur- und Frühgeschichte in Potsdam tätig. In Berlin begann er, als freier Fotograf und Bildjournalist zu arbeiten. Neben seinen Auftragsarbeiten dokumentierte er als Fotograf auf eigene Initiative umfangreich das Alltagsleben in der DDR.
Bei Graetz stehen meistens Menschen im Mittelpunkt seiner Bilder, die Aufnahmen sind nach eigenen Angaben ungestellt und authentisch. Auch sammelt er als Tonband-Protokolle Lebensgeschichten von Menschen seiner Umgebung.
Graetz veröffentlichte seine Fotografien in der Buchreihe Spektrum, in der Modezeitschrift Sibylle, im Magazin, in der Akademie-Zeitung und in der Zeitschrift Die Wirtschaft.

## Privat
Jürgen Graetz lebt und arbeitet in Berlin und Brandenburg und ist seit 1971 mit der Malerin und Grafikerin Elli Graetz verheiratet.

## Publikationen mit Fotografien von Jürgen Graetz (Auswahl)
- Jutta Resch-Treuwerth: Ich hab dich lieb – Briefgeschichten. Verlag Junge Welt, Berlin 1986
- Jutta Resch-Treuwerth: ich und du & und du und ich. Verlag Junge Welt, Berlin 1988
- Jürgen Graetz, Fotografien 1958–2008, Katalog zur gleichnamigen Ausstellung im Kurt-Tucholsky-Literaturmuseum, Schloss Rheinsberg, (30.8.–2.11.2008). Hrsg.: Peter Böthig, Kurt-Tucholsky-Gedenkstätte Schloss Rheinsberg. Edition Stechlin, Berlin 2008, ISBN	978-3-00-025222-8
- Hermann Glöckner: Stechlin. Edition Stechlin, Berlin 2009/2017
- Beate Teubert: Stadt, Land, Leben – Fotografien aus der DDR 1967–1992. Mitteldeutscher Verlag, Halle (Saale) 2014, ISBN 978-3-95462-332-7